# Municipio de Schroeder
El municipio de Schroeder (en inglés: Schroeder Township) es un municipio ubicado en el condado de Cook en el estado estadounidense de Minnesota. En el año 2010 tenía una población de 205 habitantes y una densidad poblacional de 0,5 personas por km².

## Geografía
El municipio de Schroeder se encuentra ubicado en las coordenadas 47°41′43″N 90°57′51″O / 47.69528, -90.96417. Según la Oficina del Censo de los Estados Unidos, el municipio tiene una superficie total de 411.79 km², de la cual 388,47 km² corresponden a tierra firme y (5,66 %) 23,31 km² es agua.

## Demografía
Según el censo de 2010, había 205 personas residiendo en el municipio de Schroeder. La densidad de población era de 0,5 hab./km². De los 205 habitantes, el municipio de Schroeder estaba compuesto por el 98,05 % blancos, el 0,49 % eran asiáticos, el 0,49 % eran de otras razas y el 0,98 % eran de una mezcla de razas. Del total de la población el 1,46 % eran hispanos o latinos de cualquier raza.